# Анциферово (Галичский район)
Анциферово — деревня в Степановском сельском поселении Галичского района Костромской области России. 

## География
Деревня расположена у автодороги Судиславль — Солигалич Р100.

## История
Согласно Спискам населенных мест Российской империи в 1872 году деревня Анцыфорово относилась к 1 стану Галичского уезда Костромской губернии. В ней числилось 4 двора, проживало 5 мужчин и 15 женщин.
Согласно переписи населения 1897 года в деревне Анцыфорово проживало 96 человек (34 мужчины и 62 женщины).
Согласно Списку населенных мест Костромской губернии в 1907 году деревня Анцыфорово относилась к Быковской волости Галичского уезда Костромской губернии. По сведениям волостного правления за 1907 год в ней числилось 21 крестьянский двор и 71 житель. Основным занятием жителей деревни, помимо земледелия, был малярный промысел.
До муниципальной реформы 2010 года деревня также входила в состав Степановского сельского поселения.

## Население
| 2008 | 2010 | 2012 | 2014 |
| ---- | ---- | ---- | ---- |
| 5    | ↘4   | ↗5   | →5   |